# Ичо Калинов
Вижте пояснителната страница за други личности с името Калинов.
Ичо Калинов (Калин Ичо) е гъркомански революционер, деец на гръцката въоръжена пропаганда в Македония от началото на XX век.

## Биография
Ичо Калинов е роден в ениджевардарското село Петрово, тогава в Османската империя.
Вероятно е идентичен с Илкос Йоанис (на гръцки: Ήλκος Γιοβάνης η Ιωάννης), присъединил се към гръцката пропаганда като агент от първи ред и ръководил селската чета заедно със съселянина си Никола Карастоянов.
Щеряна Джамбазова, бежанка от село Бубакево, разказва за Ичо Калинов:
| „ | Калинови, значи беха ужас хора. А пък тако̀в джеля̀тин като Ичо немаше в цело Пѐтрево – и пилците плакаха от него. Имаше един негов другар, Домазетот – и он беше една мътна вода, нѐ тий работа... И те не видеха аѝр, ама нѐма фа̀йда, толку хора избѝя. На Ичо Калинов го утепа̀ли гърцките преселници, когато ние вече бехме заминали на България. Гръцката власт им взела дворовете и ги раздала на про̀шалиите. Пак за техна полза орезали парцели от бахчите и нивите на гъркоманите, ако се писаха гърци и останаха в Петрево като такива. Като пристигнали плановете на селото отцепили едно парче от дворното место на Ичо Калинов. Прошалиите започнали сами да гра̀дат, да слагат колове низ техната градина. Рипнал Калин Ичо да се кара, ама един от новите му комшии, като знаел с кой си има работа го изпреварил, дигнал брадвата и го пернал по главата. След пет години, когато го откопали да му мият кокалите, му намират главата на две разцепена. | “ |